# Žitomir Janežič
Žitomir Janežič (1906 – 27. april 1945?) je bil slovenski filozof, bogoslovec, antisemit in duhovnik.

## ŽIVLJENJE
Žitomir Janežič je bil eden zadnjih mladinskih ideologov v dijaškem semenišču Alojzijev zavod oziroma Alojzijevišče, ki se nahaja v Ljubljani pri Poljanski cesti. Skopjanski škof ga je poslal v Slovenijo v šolo in vzgojo, zato je bil v tretiran kot Slovenec, četudi je njegova družina živela na Balkanu. Bil je nadarjen in domišljav. Zaradi svoje strasti do branja se je mnogokrat zaprl v fakultetno knjižnico in tam preživel vso noč. Študiral je bogoslužje, v semenišču je deloval od oktobra 1930 do junija 1935, kasneje pa se je zaradi prepirov in težav, ki jih je povzročal svojemu škofu, veri odpovedal.
Žitomir Janežič je pisal v liste z Vilkom Fajdigo, Vitalom Voduškom, Jožetom Vovkom in drugimi že v semenišču. Leta 1935 so se združili kot Mladinci in Mladci ter začeli izdajati Naš list, vendar so se že ob prvi izdaji sprli zaradi članka. Vse je razpadlo in morali so ga zapleniti. V tem času je Janežič v semenišču izdal tudi dve knjigi, in sicer V globinah nasprotja; K filozofiji mladinskega gibanja (1933) ter Duh in forme (1934), v kateri je opisoval ločitev cerkve od države ter vpliv utesnjenosti človeškega duha na njegovo svobodo ter individualnost. Obe svoji deli je izdal v ljubljanskem časopisu Dom in svet. Napisal je tudi poročilo z Nemškega katoliškega shoda na Dunaju septembra 1933, v katerem je bilo čutiti pravo triumfalistično (zmagoslavno) razpoloženje.

## ANTISEMITIZEM IN JUDOVSTVO
Janežič v katoliški znanstveni reviji Čas znanstveno razloži prehod antisemitizma oziroma antikomunizma s prehajanjem judovske eshatološke volje in mesijanske misli z individualne ravni na kolektivno. Posledično poskrbi za kontinuiteto med obema zvrstema antisemitizma. Tako naj bi po Janežiču Mesija postal zdaj socialna klasa oziroma razred, ki bo realiziral judovsko socialno kraljestvo na Zemlji. Njegov antisemitizem je s tem rasističen, saj Jude označi kot stalni generator 'brezbožnega razvoja družbe'. Ob tem se sklicuje tudi na Nikolaja Berdjajeva. Njegov opis socialnega položaja Judov je skoraj dobesedni slovenski prevod Hitlerjevega odstavka v poglavju Volk und Rasse iz dela Mein Kampf. Pri logiki antisemitizma znotraj ideologije političnega katolicizma prihaja do določene analogije z razvojem, ki smo ga lahko spremljali pri vprašanjih v zvezi s parlamentarno demokracijo, ki ima dve etapi; zgodnjo, stanovsko in drugo, korporativistično. Zato se omenjena dva viška, ki sta v obeh primerih v skrajnih oblikah, že približujeta rasnemu antisemitizmu. Pri tem se prepozna spopad katoliške cerkve in političnega katolicizma. Enako antisemitsko logiko najdemo pri Alešu Ušeničniku.

## DUH IN FORME
Duh in forme je bil slovenski literarni mesečnik, ki je nastal kot zabavno-poučni list za katoliške bralce, pozneje pa se je razvil v literarno revijo. Revija je bila sprva izrazito katoliška, a je predstavljala strpnejši, umetniško najbolj ustvarjalen del katoliške kulture. Mesečnik Duh in forme je bil leta 1934 objavljen v časopisu Dom in svet. V delu opisuje duhovno stanje Evrope tistega časa ter primerja človekovo mišljenje in čutenje z antičnim. Poudarek da na pomembnost sodobnega duhovnega gibanja in vpliv utesnjenosti človeškega duha v omejenih formah na njegovo svobodo, počutje ter individualnost. V delu navede citat: »Vse, kar se iz ustvarjajočega duha rodi, je živo in si zato po imanentni nuji samo nadene ustrezajočo novo formo,« pri čemer označi trajnost form za starostno bolezen. Prav tako pojasni, kako je ločitev cerkve od države dodatno pripomogla k trenju med religijo in kulturo.

## V GLOBINAH NASPROTJA; K FILOZOFIJI MLADINSKEGA GIBANJA
Tudi to delo je bilo Janežičev slovenski mesečnik, prav tako objavljen v časopisu Dom in svet, vendar leto prej kot delo Duh in forme. V delu Janežič pravi, da sta kultura in zgodovina pomembni za rezultat bojev onostranstva in tostranstva, tvorniki le teh pa so vsi prebivalci slovenskega območja. Omenil je tudi Darwina, ki naj bi bil po njegovem mnenju ključen pri današnjem pojavu mladinskega gibanja. Janežič ponavlja in opominja na individualizem in stvarnost, pri tem pa opozarja, da je mladina izvršitelj le-teh v bodočem. Omenil je tudi duhovno ustvarjanje, na katerem temelji ustvarjanje nečesa novega. Poleg tega meni, da je staro prebivalstvo konzervativno in ne dovolj hitro sledeče novi dobi in vsem novostim, ki prihajajo z njo. Pove tudi, da je, kjer mladinskega gibanja ni, znak, da ni življenja, ampak starost in umiranje. Duhovno krizo označi kot mater vseh drugih kriz. V svoji najnovejši fazi je velika duhovna kriza najmočneje udarila na površje v socialno ekonomski krizi. S tem je oznamoval mladino za nosilce perspektivnejše kulture in zgodovine v prihodnosti. Mladinsko gibanje se je sprva pojavilo kot nekaj krščanskega. To postaja izrazito, zlasti po dobah velikih kriz, pri katerih so jih globlje analizirali, da bi utegnili priti do vzrokov za le-te.

## SMRT
Edini zasledeni datum njegove smrti je 27. april 1945, a ta podatek ni zanesljiv.

## LITERATURA
· Janežič, Žitomir. "Duh in forme." Dom in svet (Ljubljana) letnik 47. številka 3/4 (1934).
· Janežič, Žitomir. "V globinah nasprotja; K filozofiji mladinskega gibanja." Dom in svet (Ljubljana) letnik 46. številka 9/10 (1933).

## VIRI
· Duh in forme. internet. 25. 11. 2020. Dostopno na naslovu: https://www.europeana.eu/sl/item/92054/URN_NBN_SI_doc_UXPCSHXZ
· Alojzevišče. internet. 25. 11. 2020. Dostopno na naslovu: https://sl.wikipedia.org/wiki/Alojzijevi%C5%A1%C4%8De,_Ljubljana
· Akomodacija ideologije političnega katolicizma na Slovenskem. internet. 25. 11. 2020. Dostopno na naslovu: https://docplayer.si/197598533-Documenta-et-studia-historiae-recentioris-xii.html
· Teorije zarote po slovensko: antisemitizem brez Judov. internet. 25. 11. 2020. Dostopno na naslovu: 5Egon_Pelikan.pdf (ckz.si)
· Rasizem. internet. 25. 11. 2020. Dostopno na naslovu: http://www.ckz.si/arhiv/260/260_notranja_Rasizem.pdf